# Fisz Emade Tworzywo
Fisz Emade Tworzywo (Tworzywo Sztuczne, Fisz Emade jako Tworzywo Sztuczne) – polska grupa wykonująca szeroko pojętą muzykę hip-hopową, m.in. z wpływami takich gatunków jak jazz, downtempo, czy funk. Powstała w 2002 roku w Warszawie z inicjatywy braci: producenta muzycznego i instrumentalisty Piotra „Emade” Waglewskiego oraz rapera i wokalisty Bartosza „Fisza” Waglewskiego.

## Dyskografia
Albumy studyjne
| Tytuł              | Dane dot. albumu                                                   | Pozycja na liście | Sprzedaż       | Certyfikat         |
| Tytuł              | Dane dot. albumu                                                   | POL               | Sprzedaż       | Certyfikat         |
| ------------------ | ------------------------------------------------------------------ | ----------------- | -------------- | ------------------ |
| F3                 | - Data: 9 grudnia 2002 - Wydawca: Asfalt Records                   | 10                |                |                    |
| Wielki ciężki słoń | - Data: 20 maja 2004 - Wydawca: Asfalt Records                     | 6                 |                |                    |
| Mamut              | - Data: 6 listopada 2014 - Wydawca: ART2 Music                     | 9                 | - POL: 15 000+ | - POL: złota płyta |
| Drony              | - Data: 21 października 2016 - Wydawca: ART2 Music                 | 1                 | - POL: 15 000+ | - POL: złota płyta |
| Radar              | - Data: 8 marca 2019 - Wydawca: ART2 Music                         | 3                 |                |                    |
| Ballady i protesty | - Data: 29 października 2021 - Wydawca: Grand Imperial / Dwa Ognie | 1                 | - POL: 15 000+ | - POL: złota płyta |

Albumy kompilacyjne
| Tytuł   | Dane dot. albumu                           | Pozycja na liście |
| Tytuł   | Dane dot. albumu                           | POL               |
| ------- | ------------------------------------------ | ----------------- |
| Numer 1 | - Data: 9 marca 2018 - Wydawca: ART2 Music | 7                 |

Albumy koncertowe
| Tytuł                       | Dane dot. albumu                                    | Pozycja na liście |
| Tytuł                       | Dane dot. albumu                                    | POL               |
| --------------------------- | --------------------------------------------------- | ----------------- |
| Na rzywo w mózgu            | - Data: 25 listopada 2004 - Wydawca: Asfalt Records | –                 |
| Koncert                     | - Data: 14 maja 2021 - Wydawca: Grand Imperial      | 14                |
| „–” album nie był notowany. |                                                     |                   |

Single
| „Warszafka” (gościnnie: Pablo Hudini) | 2003 | 33 | – | – |                        | F3                 |
| „Tysiąc pięćset sto gwiazd”           | 2004 | –  | – | – |                        | Wielki ciężki słoń |
| „Pył” (gościnnie: Justyna Święs)      | 2014 | –  | 1 | – |                        | Mamut              |
| „Telefon”                             | 2016 | –  | 1 | – |                        | Drony              |
| „Biegnij dalej sam”                   | 2016 | –  | – | – | - POL: platynowa płyta | Drony              |
| „Dwa ognie”                           | 2019 | 9  | 1 | 1 | - POL: złota płyta     | Radar              |
| „Jestem w niebie”                     | 2019 | –  | 2 | – |                        | Radar              |
| „–” singel nie był notowany.          |      |    |   |   |                        |                    |

Inne notowane utwory
| „Sznurowadła”                           | 2002 | 13 | 17 | – | –     |
| „Ślady” (gościnnie: Justyna Święs)      | 2014 | –  | –  | 1 | Mamut |
| „Zwiedzam świat”                        | 2015 | –  | –  | 2 | Mamut |
| „Wojna” (gościnnie: Katarzyna Nosowska) | 2015 | –  | –  | 2 | Mamut |
| „–” utwór nie był notowany.             |      |    |    |   |       |

Inne
| Album                           | Rok  | Utwór                                                    | Źródło |
| ------------------------------- | ---- | -------------------------------------------------------- | ------ |
| Męskie Granie 2011 (kompilacja) | 2011 | „Język wszechświata”, „Heavi Metal”, „Jesteście gotowi?” | [ 33 ] |
| Męskie Granie 2013 (kompilacja) | 2013 | „Napoleon”, „Jesteś tam”                                 | [ 34 ] |
| Męskie Granie 2015 (kompilacja) | 2015 | „Magic Fly”, „Zwiedzam świat”                            | [ 35 ] |

## Teledyski
| Tytuł                                 | Rok  | Reżyseria                                           | Album              | Źródło |
| ------------------------------------- | ---- | --------------------------------------------------- | ------------------ | ------ |
| „Sznurowadła”                         | 2002 | Tomasz Nalewajek, Witold Płóciennik                 | F3                 | [ 36 ] |
| „Warszafka” (gościnnie: Pablo Hudini) | 2003 | Monika Chojnacka, Witold Płóciennik, Magda Batorska | F3                 | [ 37 ] |
| „Tysiąc pięćset sto gwiazd”           | 2004 | –                                                   | Wielki ciężki słoń | [ 38 ] |
| „Awaryjne światła”                    | 2004 | –                                                   | Wielki ciężki słoń | [ 39 ] |
| „Pył” (gościnnie: Justyna Święs)      | 2014 | Marek Skrzecz                                       | Mamut              | [ 40 ] |
| „Ślady” (gościnnie: Justyna Święs)    | 2014 | Marek Skrzecz, Damian Kocur                         | Mamut              | [ 41 ] |
| „Kręte drogi”                         | 2017 | Bart Pogoda                                         |                    | [ 42 ] |

## Nagrody i wyróżnienia
| Rok  | Tytułem | Kategoria                                  | Nagroda        | Nota      | Źródło |
| ---- | ------- | ------------------------------------------ | -------------- | --------- | ------ |
| 2014 | „Pył”   | Grand Prix                                 | Yach Film 2014 | Laur      | [ 43 ] |
| 2015 | Mamut   | Album roku – elektronika/indie/alternatywa | Fryderyki 2015 | Laur      | [ 44 ] |
| 2015 | „Ślady” | Utwór roku                                 | Fryderyki 2015 | Nominacja | [ 45 ] |
| 2015 | „Pył”   | Teledysk roku                              | Fryderyki 2015 | Nominacja | [ 45 ] |